# Coogan's Bluff
Coogan's Bluff is een Amerikaanse misdaadfilm uit 1968 onder regie van Don Siegel. In Nederland werd de film destijds uitgebracht onder de titel De meedogenloze achtervolger.
De film is gebaseerd op een origineel scenario van Herman Miller, dat werd bewerkt door Dean Riesner. De film was een succes in de bioscopen en bracht 3,1 miljoen dollar op. Met Coogan's Bluff begon ook de samenwerking tussen Clint Eastwood en Don Siegel die tien jaar zou duren en films zou opleveren als Two Mules for Sister Sara en Dirty Harry.

## Verhaal
Hulpsheriff Coogan uit Arizona wordt naar New York gestuurd om gevangene James Ringerman op te halen. In New York aangekomen, moet hij van inspecteur McElroy horen dat de gevangene een drugs genomen heeft en nog niet klaar is voor vervoer. Eerst moet Ringerman ontslagen worden uit het ziekenhuis en vervolgens is nog toestemming van een hoge rechter nodig. Coogan weet zich langs de bewaking van de crimineel te bluffen en haalt Ringerman weg uit zijn beveiligde omgeving. Als hij met Ringerman onderweg is naar het vliegveld loopt Coogan in een hinderlaag van Linny, de vriendin van Ringerman, en diens vriend Pushie. Ringerman kan ontsnappen en als ook zijn pistool blijkt te zijn gestolen moet Coogan met lege handen naar McElroy. De laatste is woedend en verbiedt Coogan achter Ringerman aan te gaan, maar dat laatste is nu juist wat de hulpsheriff nu juist wel van plan is. Coogan flirt wat de reclasseringsbeambte van Linny, Julie Roth, en verkrijgt op die manier toegang tot haar archief. Hier vindt hij het adres van Linny en weet het meisje op te sporen. Ze werkt in een nachtclub en Coogan weet het meisje over te halen hem naar Ringerman te brengen. Maar andermaal loopt Coogan in de val als Linny hem naar een biljartzaal brengt waar hij wordt opgewacht door Pushie en zijn handlangers. Coogan wordt in elkaar geslagen maar weet uiteindelijk Pushie en twee van zijn mannen te doden. Hij gaat weer achter Linny aan en dreigt haar te vermoorden als ze hem niet naar Ringerman brengt. Het meisje gehoorzaamt en leidt de hulpsheriff naar haar vriendje. Die staat Coogan op te wachten met het pistool van de laatste. Na een schotenwisseling ontsnapt Ringerman op een motor. Coogan vordert ook een motor en zet de achtervolging in. Hij weet Ringerman te overmeesteren en aan McElroy over te geven. Niet veel later vertrekt Coogan met zijn gevangene naar het vliegveld, op weg naar Arizona.

## Rolverdeling
| Acteur           | Personage          |
| ---------------- | ------------------ |
| Clint Eastwood   | Coogan             |
| Lee J. Cobb      | Inspecteur McElroy |
| Susan Clark      | Julie Roth         |
| Tisha Sterling   | Linny Raven        |
| Don Stroud       | James Ringerman    |
| Betty Field      | Ellen Ringerman    |
| Tom Tully        | Sheriff McCrea     |
| Melodie Johnson  | Millie             |
| James Edwards    | Brigadier Jackson  |
| Rudy Diaz        | Running Bear       |
| David Doyle      | Pushie             |
| Louis Zorich     | Taxichauffeur      |
| Meg Myles        | Big Red            |
| Marjorie Bennett | Mevrouw Fowler     |
| Seymour Cassel   | Jonge crimineel    |

## Voorgeschiedenis
Nog voordat de film Hang 'Em High was uitgebracht, was Clint Eastwood al bezig met zijn volgende project, Coogan's Bluff. Universal Studio's wilde de acteur inhuren voor 1 miljoen dollar, een verdubbeling van zijn salaris. Voor Universal was Jennings Lang aangewezen als de verantwoordelijk directeur. Lang was de oud-agent van regisseur Don Siegel, die bij Universal onder contract stond. Het leek Lang een goed idee om Eastwood en Siegel aan elkaar te koppelen. Beide mannen waren in staat om een film binnen het budget en snel op te nemen. Eastwood was echter niet bekend met het werk van Siegel en Lang zorgde voor een vertoning van drie films van de regisseur die grote indruk op Eastwood maakten. Hij stemde in met een ontmoeting met Siegel. Al snel bleek dat Lang het goed gezien had, Eastwood en Siegel zaten op dezelfde golflengte en de acteur die regieambities had, begreep dat hij veel van Siegel kon leren.

## Scenario
Het idee voor het scenario kwam voort uit een opzet voor een tv-serie. Herman Miller en Jack Laird, allebei scenaristen van de tv-serie Rawhide (waarin Clint Eastwood een belangrijke rol had als Rowdy Yates), ontwikkelden begin 1967 een  proefaflevering voor een nieuwe tv-serie. Het zou gaan over sheriff Walt Coogan die terecht in gekomen in New York. Al snel groeide het idee uit tot een scenario voor een speelfilm. Het scenario werd bewerkt door Howard Rodman en nog eens drie schrijvers. Medewerkers begonnen te zoeken naar geschikte filmlocaties in New York en de Mojavewoestijn. Maar het scenario liep dood, er waren al zeven versies geschreven toen Eastwood werd aangezocht voor de rol van Coogan. Eastwood riep de scenaristen bijeen en schokte iedereen door te verklaren dat hij terug zou keren naar het originele scenario van Miller. De herschreven versies gingen de prullenmand in en Dean Riesner werd aangetrokken voor het updaten van Millers script. Riesner was een bekende van Don Siegel en had voor de laatste het scenario geschreven van de tv-film Stranger on the Run met Henry Fonda. Aanvankelijk had Eastwood weinig contact met Riesner, totdat de laatste een favoriete scène van de acteur veranderde. Het was de scène waarbij Coogan seks heeft met Linny Raven. Eastwood werd boos en begon zich meer met het draaiboek te bemoeien. Al snel legden Riesner en Eastwood hun geschil bij en werkten ze samen aan het definitieve scenario.

## Titel
De titel van de film, Coogan's Bluff, verwijst niet alleen naar de naam van de hoofdpersoon, Walt Coogan, maar ook naar de gelijknamige klip in Upper Manhattan bij 155th Street, die uitkijkt over de Polo Grounds waar vroeger de New York Giants en de New York Jets speelden. De Polo Grounds werden in 1964 afgebroken.

## Productie

### Opnamen
De opnamen begonnen in november 1967 en werden eind december van dat jaar afgerond. Aan het begin van de draaiperiode was het script nog niet geheel klaar. Siegel en Eastwood bleken het prima met elkaar te kunnen vinden. Beide mannen hielden niet van eindeloze repetities of het opnemen van meerdere versies van dezelfde scène. Er werd snel gewerkt en de film bleef binnen het gestelde budget en de opnametijd. Voor Eastwood die vaker geconfronteerd was met regisseurs die het omgekeerde deden, was dit alles een verademing. Hij was al jaren bezig met plannen om zelf te gaan regisseren en hij leerde veel van Siegel. Een van die zaken die hij leerde was de 'afslanking' van het scenario. Siegel had een hekel aan overbodige dialoog en Eastwood deelde deze afkeer. Hij verwijderde voortaan alle dialoog die niet direct noodzakelijk was nog voor de opnamen uit het scenario.

### Bijzonderheden
Don Siegel is zelf ook even kort in de film te zien: als de man in de lift. Als In de film het personage Coogan een nachtclub in New York bezoekt is op een groot scherm een kort fragment te zien uit de in 1955 uitgebrachte film Tarantula. Een B-film, waarin Eastwood een ongecrediteerde rol had.
Op het einde van de Coogan's Bluff is een achtervolging met motoren te zien. Eastwood rijdt op een 650cc Triumph TR6 en Don Stroud op 500cc Triumph T100 R Daytona.

### Locaties
De film werd grotendeels opgenomen in de New Yorkse borough Manhattan. Belangrijke locaties waren het 23rd Precinct Building, 23rd Precinct (Lower East Side), de klip "Coogan's Bluff" en Fort Tryon Park  in Upper Manhattan (het park voor de romance tussen Julie en Coogan), Pan Am Building - 200 Park Avenue in Midtown Manhattan (voor de scènes met de helikopter), het Cloisters Museum, West 193rd Street en Washington Heights. Ook werden opnamen gemaakt in de Mojavewoestijn in Californië voor de openingsscènes. De studio-opnamen werden gemaakt in de Universal Studios in Universal City (Californië).

## Vervolg
De film was de inspiratie voor de tv-serie McCloud, gemaakt tussen 1970 en 1977, met Dennis Weaver in de hoofdrol. Weaver speelt een marshal uit Taos in New Mexico die naar New York gaat om een crimineel af te leveren. Eenmaal daar aangeland weet zijn baas het te regelen dat de marshal de opsporingstechnieken van de recherche in New York mag bestuderen.

## Dvd
Op de dvd die van Coogan's Bluff is uitgebracht ontbreken drie minuten. De scènes die hiermee verdwenen zijn:
- De scène waarin Coogan de opdracht krijgt om Ringerman op te halen
- Een korte scène in het ziekenhuis
- De scène waarin Julie aan Coogan vertelt dat er een klip met de naam "Coogan's Bluff" in Manhattan is.

Er is nooit een reden gegeven voor het wegsnijden van deze scènes. Op de eerder uitgebracht VHS-video was niets uit de film weggesneden.